# Hylesia petena
Hylesia petena är en fjärilsart som beskrevs av William Schaus 1927. Hylesia petena ingår i släktet Hylesia och familjen påfågelsspinnare. Inga underarter finns listade i Catalogue of Life.